# 134348 Klemperer
134348 Klemperer è un asteroide della fascia principale. Scoperto nel 1992, presenta un'orbita caratterizzata da un semiasse maggiore pari a 2,8455928 UA e da un'eccentricità di 0,2742250, inclinata di 5,19714° rispetto all'eclittica.